# Gare de Monferran
La gare de Monferran est une ancienne gare de la ligne de Saint-Agne à Auch, située sur le territoire de la commune de Monferran-Savès, dans le département du Gers, en région Occitanie.
C'était une halte, mise en service en 1877 par la Compagnie des chemins de fer du Midi et définitivement fermée au trafic des voyageurs au XXe siècle. Le bâtiment est toujours présent et réaffecté pour une utilisation privée.

## Situation ferroviaire
Établie à 206 mètres d'altitude, la gare de Monferran est située au point kilométrique (PK) 51,803 de la ligne de Saint-Agne à Auch, entre la gare de L'Isle-Jourdain et la halte d'Escornebœuf.
Gare fermée située sur une ligne en service.

## Patrimoine ferroviaire
L'ancien bâtiment voyageurs est devenu une habitation privée. Le panneau de la gare est toujours clairement visible.